# Prinsesser fra blokken
Prinsesser fra blokken er en dansk dokumentar- og reportageserie på fire afsnit fra 2016, der følger en række piger fra Københavns vestegn og deres liv. 
Serien er instrueret af Eva Marie Rødbro, som blev sendt på DR3 med premiere den 14. november 2016. Seriens 4. og sidste afsnit blev vist den 5. december 2016. Den opnåede stor succes på DR's internettjeneste, hvor første afsnit er blevet streamet mere end 425.000 gange, hvorved serien er DR3's største succes hidtil.

## Modtagelse
Ekkofilms anmelder, Ida Rud, gav serien fire ud af seks mulige stjerner, mens Naja Helene Hertzum fra Soundvenue var mere begejstret og gav serien fem ud af seks mulige stjerner.